# Keith Bogans
Keith Ramon Bogans (Washington D. C., 12 de mayo de 1980) es un exjugador de baloncesto estadounidense que disputó 11 temporadas en la NBA. Mide 1,96 metros y jugaba en la posición de escolta.

## Carrera

### Universidad
Bogans acudió al Instituto DeMatha Catholic en Hyattsville, Maryland, donde fue All-America en su año sénior y lideró a DeMatha a un balance de 34-1 y al número tres del ranking nacional en 1999. Posteriormente asistió a la Universidad de Kentucky, siendo cuatro años consecutivos el base titular del equipo y promediando 14.2 puntos, 4.1 rebotes, 2.3 asistencias y 1.14 robos de balón en 135 partidos. Con 1.923 puntos, se convirtió en el cuarto máximo anotador de la historia de Kentucky, y fue nombrado Mejor Jugador de la Southeastern Conference y en el tercer quinteto del All-American en su año sénior tras firmar 15.7 puntos, 3.8 rebotes y 2.7 asistencias. Durante su segunda temporada, ayudó a los Wildcats a llegar a la Sweet 16 y en su primera batió el récord de Kentucky de robos de balón en una temporada consiguiendo 47. Además, fue nombrado en el mejor quinteto de freshman de la campaña.

### NBA

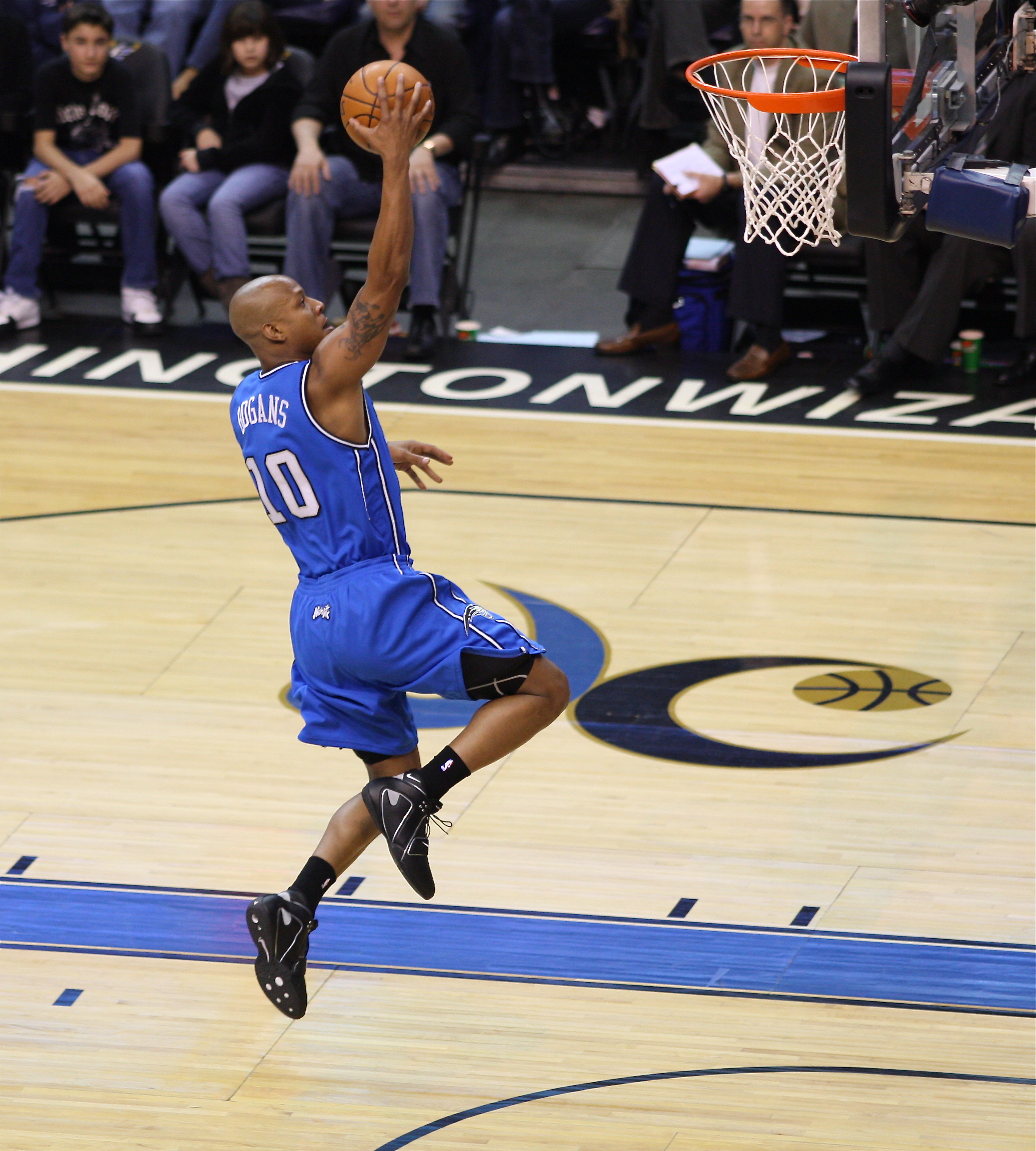
Bogans, con los Magic.

Fue seleccionado por Milwaukee Bucks en la 43.ª posición de la segunda ronda del Draft de la NBA de 2003, siendo traspasado inmediatamente a Orlando Magic. En su temporada rookie, jugó 73 partidos, 36 como titular, y promedió 6.8 puntos, 4.3 rebotes y 1.3 asistencias en 24.5 minutos de juego. El 1 de noviembre de 2004, los Magic traspasaron a Bogans a Charlotte Bobcats a cambio de Brandon Hunter.
Bogans continuó su desarrollo como jugador en la temporada 2004-05, siendo titular en 42 de los 76 partidos que disputó y promediando 9.6 puntos por noche. El 9 de febrero de 2006, fue enviado a Houston Rockets por Lonny Baxter, donde compartió vestuario con Chuck Hayes y Gerald Fitch, antiguos compañeros en Kentucky.
En julio de 2006, Bogans regresó a Orlando Magic, fichando como agente libre. El 5 de febrero de 2009 fue traspasado a Milwaukee Bucks a cambio de Tyronn Lue y dinero.
En septiembre de 2009, Bogans fichó por San Antonio Spurs, donde jugó una temporada en la que promedió 4,4 puntos y 2,2 rebotes por partido. Al año siguiente fichó por Chicago Bulls,
En febrero de 2012, fichó por New Jersey Nets, pero tras disputar sólo 5 partidos se lesionó en los ligamentos de la rodilla al intentar taponar un mate de Greg Monroe de los Detroit Pistons, siendo despedido por el equipo, aunque regresó a los Nets en julio de 2012.
El 12 de julio de 2013, fue traspasado a Boston Celtics en el intercambio que enviaba a Kevin Garnett,  Paul Pierce y Jason Terry a los Nets.
El 26 de septiembre de 2014, fue enviado a Cleveland Cavaliers en un traspaso múltiple que involucró a cuatro jugadores de dicho equipo: John Lucas III, Erik Murphy, Malcolm Thomas y Dwight Powell, quienes pusieron rumbo a Boston Celtics. El día siguiente, Bogans fue traspasado a los Philadelphia 76ers para liberar masa salarial. El 8 de octubre, fue despedido por los Philadelphia 76ers.

## Estadísticas de su carrera en la NBA

### Temporada regular
| Año     | Equipo      | PJ  | PT  | MPP  | %TC  | %3P  | %TL   | RPP | APP | ROB | TPP | PPP |
| ------- | ----------- | --- | --- | ---- | ---- | ---- | ----- | --- | --- | --- | --- | --- |
| 2003-04 | Orlando     | 73  | 36  | 24.5 | .403 | .358 | .631  | 4.3 | 1.3 | .6  | .1  | 6.8 |
| 2004-05 | Charlotte   | 74  | 42  | 24.2 | .381 | .329 | .727  | 3.1 | 1.8 | .9  | .1  | 9.6 |
| 2005-06 | Charlotte   | 39  | 9   | 21.7 | .396 | .337 | .762  | 2.7 | 1.2 | 1.0 | .1  | 8.7 |
| 2005-06 | Houston     | 33  | 22  | 32.2 | .395 | .314 | .580  | 4.5 | 2.5 | 1.0 | .2  | 8.5 |
| 2006-07 | Orlando     | 59  | 18  | 16.8 | .404 | .387 | .746  | 1.6 | 1.0 | .5  | .0  | 5.1 |
| 2007-08 | Orlando     | 82  | 35  | 26.8 | .410 | .362 | .736  | 3.2 | 1.3 | .7  | .1  | 8.7 |
| 2008-09 | Orlando     | 36  | 15  | 21.9 | .360 | .333 | .875  | 3.1 | .9  | .6  | .1  | 5.3 |
| 2008-09 | Milwaukee   | 29  | 0   | 16.7 | .376 | .348 | .939  | 3.1 | 1.1 | .7  | .1  | 6.0 |
| 2009-10 | San Antonio | 79  | 50  | 19.7 | .403 | .357 | .740  | 2.2 | 1.2 | .6  | .2  | 4.4 |
| 2010-11 | Chicago     | 82  | 82  | 17.8 | .404 | .380 | .660  | 1.8 | 1.2 | .5  | .1  | 4.4 |
| 2011-12 | New Jersey  | 5   | 1   | 18.8 | .381 | .250 | .400  | 2.2 | .6  | .4  | .0  | 4.2 |
| 2012-13 | Brooklyn    | 74  | 23  | 19.0 | .380 | .343 | .647  | 1.6 | 1.0 | .4  | .1  | 4.2 |
| 2013-14 | Boston      | 6   | 0   | 9.2  | .500 | .500 | 1.000 | 0.5 | 0.5 | .2  | .0  | 2.0 |
| Total   | Total       | 671 | 333 | 21.6 | .394 | .353 | .716  | 2.7 | 1.3 | .6  | .1  | 6.3 |

### Playoffs
| Año   | Equipo      | PJ | PT | MPP  | %TC  | %3P  | %TL  | RPP | APP | ROB | TPP | PPP |
| ----- | ----------- | -- | -- | ---- | ---- | ---- | ---- | --- | --- | --- | --- | --- |
| 2008  | Orlando     | 10 | 0  | 29.3 | .368 | .333 | .727 | 4.2 | 1.1 | .4  | .0  | 7.3 |
| 2010  | San Antonio | 8  | 0  | 6.9  | .200 | .167 | .000 | .8  | .3  | .3  | .1  | .6  |
| 2011  | Chicago     | 16 | 16 | 19.2 | .406 | .424 | .250 | 1.3 | .8  | .6  | .2  | 5.1 |
| 2013  | Brooklyn    | 2  | 0  | 11.5 | .000 | .000 | .000 | 1.0 | 1.0 | .0  | .0  | .0  |
| Total | Total       | 36 | 16 | 18.8 | .372 | .369 | .600 | 1.9 | .8  | .4  | .1  | 4.4 |